# Tarczyk naznaczony
Tarczyk naznaczony (Cassida stigmatica) – gatunek chrząszcza z rodziny stonkowatych i podrodziny tarczykowatych. Zamieszkuje Palearktykę od Półwyspu Iberyjskiego i Afryki Północnej po Syberię i Chiny. Żeruje na astrowatych.

## Taksonomia
Gatunek ten opisany został po raz pierwszy w 1844 roku przez Christiana W.L.E. Suffriana.

## Morfologia
Chrząszcz o ciele długości od 5,5 do 6,5 mm. Grzbietowa strona ciała za życia owada ma ubarwienie zielone z czterema jasnoczerwonymi do czerwonofioletowych plamami przy przednich brzegach pokryw, czasem też z przyciemnionym szwem, natomiast u okazów martwych i wysuszonych kolor tła zmienia się na żółty. Głowa ma mniej więcej tak szeroki jak długi nadustek oraz wąskie i płytkie wycięcie na przedzie wargi górnej. Czułki są żółte z czarnymi wierzchołkami. Przedplecze jest najszersze w pobliżu środka długości i w tym miejscu wyraźnie węższe od pokryw. Brzegi przedplecza i pokryw są rozpłaszczone. Na bocznych brzegach pokryw brak jest wałeczkowatych nabrzmiałości. W widoku bocznym brak jest na międzyrzędach pokryw wyraźnego, sterczącego owłosienia. Spód tułowia i odwłoka są czarne, pozbawione metalicznego połysku, porośnięte skąpym owłosieniem. Odnóża wszystkich par mają czarne biodra i krętarze oraz żółte pozostałe części. Stopy mają rozchylone, pozbawione ząbków przy nasadach pazurki wystające poza wieńce szczecinek na trzecich członach.

## Ekologia i występowanie

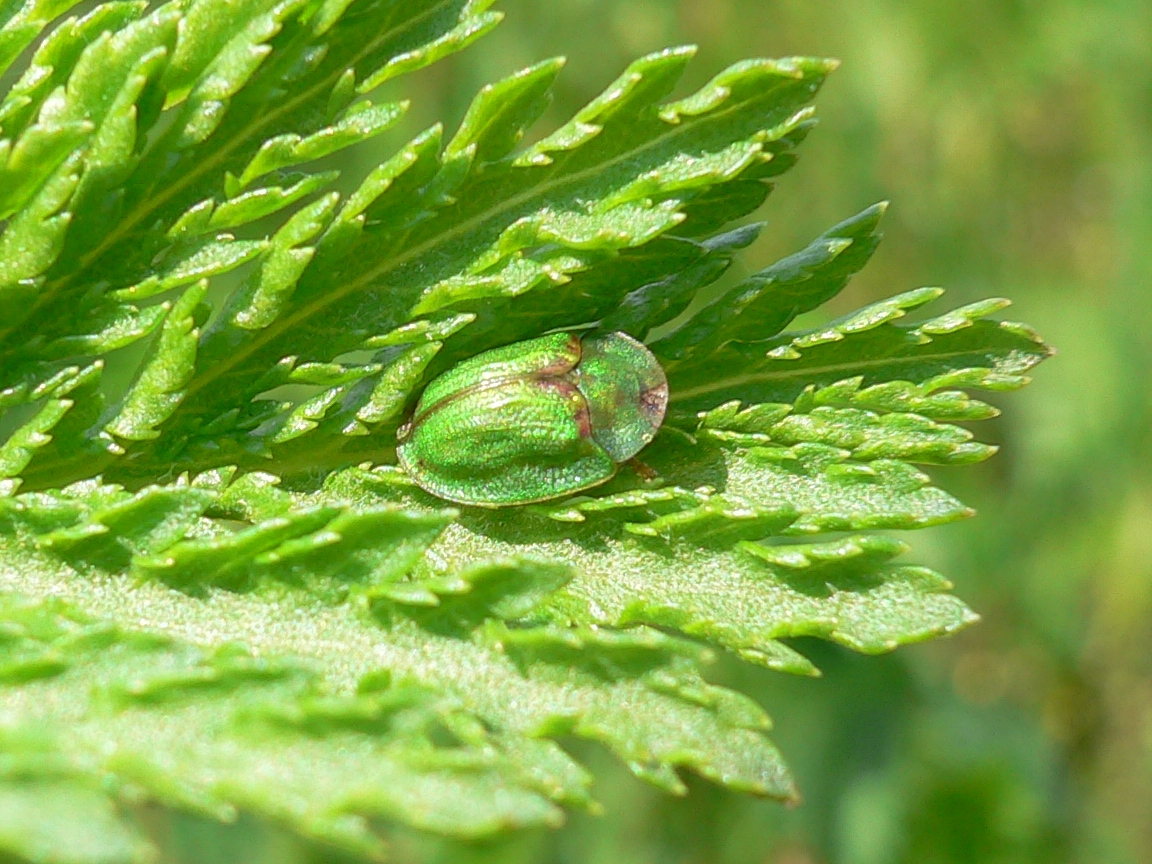
Imago na roślinie żywicielskiej

Owad ten zasiedla ugory, stanowiska ruderalne, przydroża, skraje lasów, polany, łąki, zaniedbaną zieleń miejską i krzewiaste łęgi. Częsty jest zwłaszcza w pobliżu cieków i zbiorników wodnych oraz na wrotyczowiskach. Zarówno osobniki dorosłe jak i larwy tego tarczyka są fitofagami żerującymi na roślinach z rodziny astrowatych. Wśród ich roślin żywicielskich wymienia się: Artemisia nitrosa, bylicę boże drzewko, krwawnik pospolity i wrotycz pospolity.
Gatunek palearktyczny. W Europie znany jest z Portugalii, Hiszpanii, Wielkiej Brytanii, Francji, Monako, Belgii, Holandii, Niemiec, Szwajcarii, Austrii, Włoch, Danii, Finlandii, Łotwy, Polski, Czech, Słowacji, Węgier, Ukrainy, Rumunii, Bułgarii, Chorwacji, Bośni i Hercegowiny, Serbii, Czarnogóry, Macedonii Północnej, Grecji, Rosji. W Afryce Północnej zamieszkuje Tunezję. W Azji znany jest z Turcji (podawany z prowincji Adana, Ankara, Bolu, Çanakkale, Çankırı, Kastamonu, Konya oraz Kütahya), Syberii, północnego Kazachstanu, Kirgistanu, Afganistanu oraz Chin (z Sinciangu).
W Niemczech, Czechach i Polsce od końca XX wieku obserwuje się wzrost liczebności tego gatunku. Wcześniej w Polsce uchodził za rzadkiego. Obecnie oprócz południowej części kraju znany jest także z Podlasia.